# Laurent Verhoestraete
Laurent Verhoestraete, né le 12 avril 1970, est un ancien pilote  de rallyes belge.

## Biographie
Ce pilote a débuté en course automobile en 1989, à 19 ans.
Sa carrière en compétitions s'est achevée en 2000.  
Il a roulé en 2014 aux Legend Boucles de Spa au volant de sa Subaru Impreza Gr A mais dans la classe Demo et à l'Omloop Van Vlaanderen toujours au volant de sa Subaru Impreza 555 Gr A.

## Palmarès

### Victoires
- Sezoens Rally en 1996 sur Ford Sierra Cosworth
- Rallye de Wallonie en 1997 sur Ford Sierra Cosworth 4X4
- Omloop Van Vlaanderen en 1997 sur Ford Escort WRC

### Titre
- Champion de Belgique des Rallyes Nationaux 1996 (Ford Sierra Cosworth devant Roger Boeren et Alain Vandy)
- Champion de Belgique des Rallyes Inter: 1997 (copilote Dany De Canck, sur Ford Sierra Cosworth 4x4, et Ford Escort WRC).